# Бела река (Арканзас)
Бела река (енгл. White River) је река која протиче кроз САД. Дуга је 1.159 km. Протиче кроз америчке савезне државе Арканзас и Мисури. Улива се у Мисисипи.